# Richoniella asterospora
Richoniella asterospora är en svampart som först beskrevs av Coker & Couch, och fick sitt nu gällande namn av Zeller & C.W. Dodge 1934. Richoniella asterospora ingår i släktet Richoniella och familjen Entolomataceae.   Inga underarter finns listade i Catalogue of Life.